# Holocentropus uncatus
Holocentropus uncatus is een fossiele soort schietmot uit de familie Polycentropodidae.